# Batalla de Lucocisterna
La batalla de Lucocisterma (1324) va ésser una de les confrontacions entre la Corona d'Aragó i la República de Pisa durant la conquesta aragonesa de Sardenya.

## Antecedents
El 1295 el Papa Bonifaci VIII proclamà la Pau d'Anagni per tancar la Guerra de Sicília (1282-1289), en la que Jaume el Just cedia el Regne de Sicília als Estats Pontificis i rebia del papa 12.000 lliures torneses i probablement la promesa d'infeudació de Còrsega i Sardenya; pel Tractat de Cefalù es pactava el matrimoni de Jaume amb Blanca de Nàpols, filla de Carles II d'Anjou, i eren tornats a aquest els tres fills que havia hagut de deixar com a ostatges a la Corona d'Aragó en canvi de la seva llibertat el 1323
En les Corts de Girona (1321), Jaume el Just aconseguí l'ajuda de Sanç I de Mallorca per emprendre la conquesta aragonesa de Sardenya i després, va viatjar als regnes d'Aragó i de València, d'on també va rebre ajuda. Hug II d'Arborea, que reclamava un terç del Jutjat de Càller, que els pisans no estaven disposats a cedir, i va passar a l'acció, vencent als pisans en la batalla de San Gavino, que es van replegar a Esglésies i Càller.
Les flotes de València i Catalunya es concentren a Port Fangós, i la de Mallorca ho fa a Maó. El 31 de maig de 1323, les tres flotes, comandades per l'infant Alfons salpen cap Sardenya. El 14 de juny, atraquen en el Golf de Palma di Sulci, al sud de l'illa, on un grup de nobles i senyors sards li presten jurament de fidelitat a l'infant Alfons.
Els catalans van dirigir-se a Esglésies, que comptava amb un castell i mines de plata nativa importants per als pisans, que estava sent assetjada per Hug II d'Arborea, aliat de l'infant Alfons. El setge d'Esglésies va començar l'1 de juliol de 1323 i durà fins al 7 de febrer de 1324, i a continuació els aragonesos i arboresos es dirigiren cap a Castel di Castro, que estava envoltada per aiguamolls salobres, i per aquesta raó van acampar en un turó, que van fortificar, en el mateix lloc es va construir la ciutat anomenada Bonaire.

## Operacions militars
Manfredi della Gherardesca aconseguí reforços, i el 25 de febrer arribà amb una flota de 52 vaixells, cinc-cents cavalls i dos mil ballesters, i es va dirigir a socórrer el setge, però tot i trobar l'estol enemic, no s'hi va enfrontar perquè la flota comandada per l'almirall Francesc Carròs i de Cruïlles era més nombrosa, i coneixedor del desembarcament, l'infant Alfons havia abandonar les trinxeres i agrupat la cavalleria a prop de la costa per rebutjar el desembarcament i anar a l'encontre dels pisans amb la seva espasa de Vilardell.
| «                                                   | "E no guardant la batalla, qui era tan gran, car ja eren morts dels enemichs més de·ccc·hòmens a cavall, tornà a la batalla, e altra vegada ferí lo dit senyor infant, primer e davant tots, e mès-se tant enmig dels enemichs que nengú dels seus no li podien acórrer; e ell, axí com a leó e a bon cavaller, aprés que hac trencada una lança que portave, no guardant que·ls enemichs lo tenien enmig, qui eren molts e·l ferien d'espases, car solament en la gorgera havia·xix·colps d'espasa, e l'havien derrocat del cavall arrera e la sua senyera jahia en terra als seus peus, mès mans a la sua spa, qui ha nom Vilardella, e, encontinent, los enemichs se venceren e començaren a fugir." | » |
| — Crònica de Pere el Cerimoniós, cap. I paràgref 29 | |   |

El 29 de febrer de 1324 tingué lloc el combat entre les tropes pisanes i les aragoneses, que disposaven d'armes de foc i artilleria i venceren als pisans, tot i que Manfredi della Gherardesca i 500 homes aconseguiren arribar al castell, mentre la resta dels pisans es dispersava, i la flota era capturada pels assetjants.

## Conseqüències
Manfredi della Gherardesca i 500 homes aconseguiren arribar al castell on comandà la defensa i guarí les ferides que rebé en la batalla, mentre la resta dels pisans es dispersava. La victòria aragonesa, fou decisiva per al domini de Sardenya, que culminà amb el Setge de Castel di Castro tret de Càller. El 19 de juny, se signa la capitulació, segons la qual la República de Pisa cedeix a Jaume el Just tots els drets sobre Sardenya. Finalment, després de la derrota de pisans i genovesos a la batalla naval de Càller, van haver de cedir la darrera ciutat que conservaven.